# Serguéi Markov
Serguéi Leonídovich Márkov (en ruso: Серге́й Леони́дович Ма́рков; 19 de julio de 1878 - 25 de junio de 1918), general del Ejército ruso, se convirtió en uno de los fundadores del Ejército de Voluntarios contrarrevolucionario del Movimiento Blanco en el sur de Rusia durante la guerra civil rusa que estalló en 1917.

## Biografía
Serguéi Márkov nació en la Gobernación de San Petersburgo. Markov era oficial de carrera, graduado de la Academia de Estado Mayor General en 1904, luchó en la guerra ruso-japonesa y fue condecorado con la Orden de San Vladimir.
Entre 1911 y 1914 estudió en la Academia Militar del Estado Mayor Nikoláievskaya de San Petersburgo. Durante la Primera Guerra Mundial, Márkov luchó bajo el mando del General Antón Denikin y fue condecorado con la Orden de San Jorge por valentía.

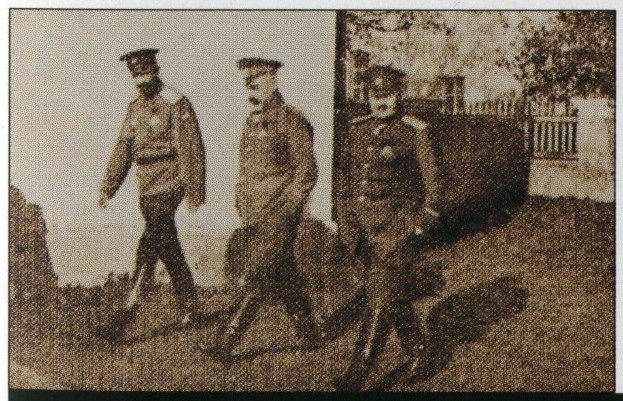
Los generales Serguéi Márkov, Antón Denikin e Iván Romanovski de paseo en la prisión de Býjov (de izda. a dcha), 1917

Tras la Revolución de Febrero de 1917, Markov fue primero promovido a comandante del frente suroccidental, pero después fue destituido de su puesto y arrestado por su apoyo al General Lavr Kornílov durante el golpe de Estado de Kornílov. Tras la caída del gobierno provisional ruso, el 19 de noviembre de 1917, Márkov fue liberado de la prisión de Býjov y, junto con los generales Denikin y Kornílov, creó el Ejército de Voluntarios en la región del Don.
El 13 de junio de 1918, al inicio de la Segunda Campaña de Kubán, Márkov fue herido fatalmente en la batalla con el Ejército Rojo cerca de la ciudad de Salsk y murió pocos días después. El Ejército de Voluntarios nombró un regimiento en su honor.
- Datos: Q556526
- Multimedia: Sergey Leonovich Markov / Q556526